# Cyanopepla fulgurata
Cyanopepla fulgurata là một loài bướm đêm thuộc phân họ Arctiinae, họ Erebidae.